# TM NETWORK THE VIDEOS 1984-1994
『TM NETWORK THE VIDEOS 1984-1994』（ティーエムネットワーク　ザ・ビデオズ 1984-1994）は2019年5月22日にリリースされたTM NETWORKの完全限定Blu-ray BOX。

## 解説
1984年-1994年までにエピックレコードジャパンからリリースされた映像作品をBlu-rayにリマスタリングしたもので、完全限定BOXにナンバリングが施されている。DISC1-DISC7までは単にBlu-rayリマスタリングのみとなっているが、DISC8の『TMN final live LAST GROOVE 5.19』に既発版では当時カットされていた『GET WILD '89』の映像、松本孝弘の姿も入ったリメイク仕様となっている。
特典ディスクとして、1988年8月25日に東京ドームで行われたライヴ『T-MUE-NEEDS STARCAMP TOKYO 1988.08.25』と、1985年10月31日に日本青年館で行われたライヴ『DRAGON THE FESTIVAL TOUR featuring TM NETWORK 1985.10.31』の2作品が今回新たにBlu-ray Discとなって同梱されている。

## 収録曲
曲解説・タイアップ等はTM NETWORKや他のアルバムで解説しているため省略。

### DISC 1：VISION FESTIVAL (journey to saga)
1985年8月25日発売。詳細はVISION FESTIVAL (journey to saga)の項を参照。

### DISC 2：FANKS "FANTASY" DYNA-MIX
1986年12月1日発売。詳細はFANKS "FANTASY" DYNA-MIXの項を参照。

### DISC 3：KISS JAPAN DANCING DYNA-MIX MARCH 15th,1988
1989年9月21日発売。詳細はFANKS the LIVE 2 KISS JAPAN DANCING DYNA-MIXの項を参照。

### DISC 4：CAMP FANKS!! '89 at YOKOHAMA ARENA 2014 EDITION
1989年10月21日発売。詳細はFANKS the LIVE 3 CAMP FANKS!! '89の項を参照。

### DISC 5：TMN WORLD'S END I・II Rhythm Red Live
1991年3月29日(I)、同年5月22日(II)発売。詳細はWORLD'S END Rhythm Red Liveの項を参照。

### DISC 6：TMN EXPO ARENA FINAL
1994年5月26日発売。詳細はEXPO ARENA FINALの項を参照。

### DISC 7：TMN final live LAST GROOVE 5.18
1994年8月1日発売。詳細はTMN final live LAST GROOVE 5.18の項を参照。

### DISC 8：TMN final live LAST GROOVE 5.19
1994年8月1日発売。詳細はTMN final live LAST GROOVE 5.19の項を参照。
なお既発版では未収録であった「GET WILD '89」や松本孝弘の姿が映された映像アングルに仕様変更がなされている。

### DISC 9：T-MUE-NEEDS STARCAMP TOKYO 1988.08.25
本作のみ付属の特典ディスク1。1988年8月25日に東京ドームで行われたライヴ映像作品。
1. STARCAMP
2. RAINBOW RAINBOW
3. 8月の長い夜
4. CAROL
5. KISS YOU
6. COME ON LET’S DANCE
7. GET WILD
8. BE TOGETHER
9. SELF CONTROL
10. SEVEN DAYS WAR
11. HUMAN SYSTEM

### DISC 10：DRAGON THE FESTIVAL TOUR featuring TM NETWORK 1985.10.31
本作のみ付属の特典ディスク2。1985年10月31日に日本青年館で行われたライヴ映像作品。
1. OPENING
2. DRAGON THE FESTIVAL
3. カリビアーナ・ハイ
4. RAINBOW RAINBOW
5. 8月の長い夜
6. 永遠のパスポート
7. FANTASTIC VISION
8. FAIRE LA VISE
9. 愛をそのままに
10. TIME
11. VAMPIRE HUNTER D
12. 1974
13. 金曜日のライオン
14. QUATRO
15. パノラマジック
16. ACCIDENT
17. ELECTRIC PROPHET
18. ENDING